# Nieuwe Kerk (Borne)
De Nieuwe Kerk is een kerkgebouw in het Overijsselse Borne. De kerkenraad van de Hervormde Gemeente van Borne besloot op 4 november 1927 tot de bouw van de kerk, waarop in 1928 het eerste ontwerp volgde. De bouw kostte 22 000 gulden en was gereed op 17 december 1930. Vanuit de nieuwe kerk wordt dan de gemeente bediend, voor een belangrijk deel bestaande uit mensen, afkomstig uit de Drentse veenkoloniën. 
Het is ontworpen door de architect Egbert Jansen en is in 1930 in gebruik genomen. Hij was geïnspireerd door de architect Berend Tobia Boeyinga, vooral door zijn ontworpen Witte Kerk te Bergen. 
In 1967 vond de eerste verbouwing plaats, later volgde de aanbouw van een gemeentezaal, ontworpen door G. Dragt uit Hengelo. In 1998 werden de banken naar elkaar toegeschoven, de kerkenraadbanken links van de kansel verwijderd en een houten tochtportaal achter de hoofdingang geplaatst. Rond 2000 volgde een hernieuwde inrichting.

## Klok
In 1931 schonk de kerkelijke gemeente een luidklok met als randschrift: 
Uit dankbaarheid van de leden van de Nederlandsche Hervormde Gemeente alhier. November 1931
Op 3 februari 1943 is de klok door de Duitse bezetter gestolen en niet weergekeerd. Van 1945 tot 1950 heeft men toen de klok kunnen lenen van de Stoomspinnerij Spanjaard, gegoten in 1865 door Van Bergen in Heiligerlee. In juli 1950 werd een nieuwe klok aangebracht, gegoten door Van Bergen in Midwolda. Op deze klok staat de door hulppredikant A. Dubbeldam aangereikte tekst:
Lof prijs en dank alleen, zij God en anders geen

## Orgel
Het orgel werd in 1940 gebouwd door Steinmann & Vierdag uit Enschede. In 1979 voerde orgelmaker H.J. Vierdag een beperkte restauratie uit, daarbij werd de Salicionaal 8’ op het tweede klavier vervangen door een Hobo 8’. In 1998 verving orgelmaker N.D. Slooff de defect geraakte pneumatische windladen door geheel nieuwe elektropneumatische. Uiteraard werd ook de speeltafel vervangen. De orgelkast werd vergroot en tevens werd het orgel uitgebreid met vijf stemmen, namelijk: Gedekt 8’, Gedekte Fluit 4’, Octaaf 2’, Nasard 2 2/3’ en Terts 1 3/5’. Op 11 oktober 1998 werd het gerenoveerde orgel in gebruik genomen.

### Dispositie
De dispositie is nu als volgt:
Klavier I
- Prestant 8’
- Roerfluit 8’
- Octaaf 4’
- Gedekte Fluit 4’
- Octaaf 2’
- Mixtuur
- Koppels: P+I, P+II, I+II

Klavier II
- Holpijp 8’
- Fluit 4’
- Nasard 2 2/3’
- Blokfluit 2’
- Terts 1 3/5’
- Hobo 8’
- Tremulant op het gehele orgel

Pedaal
- Subbas 16’
- Gedekt 8